# 방추체

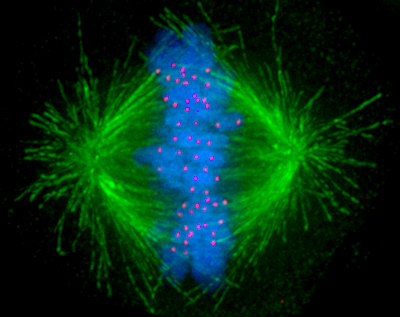
유사 분열을 촬영한 현미경 사진. 초록색이 방추사이다.

세포생물학에서 방추체(紡錘體)는 진핵 세포의 세포분열에서 딸세포에 분리된 염색체를 전달하는 세포 이하의 구조이며, 유사 분열시 딸세포에 유전적으로 동일한 염색체를 제공하는 역할을 담당해 유사분열방추(有絲分裂紡錘)라고도 한다. 또한 감수 분열시 친세포의 염색체 절반을 생식 세포에 전달하는 역할을 하기도 하며, 방추체를 구성하는 미세소관을 방추사(紡錘絲)라고 한다.
염색체의 이동간에 방추체는 수많은 단백질들로 이루어지게 되며, 이로 인해 방추사는 조직에서 가장 풍부한 성분으로 구성된다.